# Кинофестиваль в Торонто 2006
31-й Международный кинофестиваль в Торонто прошёл с 7 сентября по 16 сентября 2006 года. Открывал фестиваль фильм «Дневники Кнуда Расмуссена», который «исследовал историю народа инуитов глазами отца и дочери».
Директор фестиваля, Ноа Ковэн, отметил, что отборочной комиссии фестиваля было предложено 3059 иностранных и 804 канадских фильма, по результатам работы которой в программу включено 352 фильма (полнометражных — 261, короткометражных — 91). В пресс-релизе от 27 июня 2006 года фигурировало двадцать шесть фильмов. Из них 25 были премьерными для Северной Америки.
Среди них были «Вавилон» режиссёра Алехандро Гонсалес Иньярриту, «Возвращение» Педро Альмодовора, «Выборы 2» Джонни То, «Фонтан» Даррена Аронофски и фильм «Вторжение динозавра» корейского режиссёра Пон Джунхо.

## Статистика
- Количество мировых, международных или североамериканских премьер полнометражных фильмов — 106, 28 и 103 соответственно или 91 % от общего количества.
- Количество стран — 61
- Количество дебютных фильмов — 67
- Количество экранов фестиваля — 23
- Количество программ — 18
- Общая продолжительность всех фильмов — 27747 минут
- Самый длинный фильм — 240 минут
- Самый короткий фильм — 14 секунд
- Количество канадских полнометражных фильмов (включая копродукции) — 37
- Количество канадских короткометражек (включая копродукции) — 60
- Количество мировых премьер канадских полнометражных фильмов (включая копродукции) — 22

## Программы

### «Авангард»
Это новая программа фестиваля, которая знакомит с режиссёрами-новаторами. Среди 12 лент, отобранных для показа:
- «У каждого своя ночь», режиссёры Жан-Марк Барр и Паскаль Арнольд.
- «Самый жаркий штат», режиссёр Итан Хок.
- «Макбет», режиссёр Джеффри Райт.
- «Микроавтобус», режиссёр Джон Камерон Митчелл.

### «Визионерское кино по Моцарту»
Специальная программа фильмов, сделанных по заказу городского совета Вены в ознаменование 250-летия со дня рождения Моцарта.

### «Специальный показ»
В этой программе участвуют 39 фильмов из 15 стран:
- «Жизнь моей тети в эпоху после модернизации», режиссёр Энн Хёй.
- «Женщина на пляже», режиссёр Хон Сан-су, Южная Корея.
- «Золотая дверь», Эмманюэль Криалезе, Франция-Италия.
- «Маленькие дети», режиссёр Тодд Филд, США.
- «Изгнанник», режиссёр Джонни То, Гонконг.
- «Чужие жизни», режиссёр Флориан Хенкель фон Доннерсмарк, Германия.
- «Ограниченное право собственности», режиссёр Жоашен Лафосс, Бельгия-Франция.
- «Несколько дней в сентябре», режиссёр Сантьяго Амигорена, Франция.
- «Снежный пирог», режиссёр Марк Эванз, Канада-Великобритания.
- «Любовь и другие катастрофы», режиссёр Алек Кешишиан, Франция—Великобритания.